# Kacey Mottet-Klein
Kacey Mottet-Klein (Lausana, Suiza, 20 de octubre de 1998) es un actor suizo, conocido por su participación en la cinta de temática homosexual Cuando tienes 17 años.

## Biografía
Motter-Klein, nace en la ciudad de Lausana. Fue escogido en un casting, cuando sólo tenía diez años de edad, el joven actor está involucrado, antes de su mayoría de edad, en una docena de películas. Incluyendo Cuando tienes 17 años. Ha recibido varios premios y menciones especiales en festivales europeos y una nominación al César.
En 2014, anunció que dejaba el instituto en favor de su carrera como actor.
Kacey Mottet Klein también ha indicado que tiene previsto ponerse detrás de la cámara algún día: «Hacer una película es algo magnífico. Se lleva algo, enviar un mensaje».
Ahora vive con su pareja en Bruselas.

## Filmografía
2008: Home, de Ursula Meier: como Julien.
2010: Gainsbourg (vida de un héroe), de Joann Sfar: como Serge Gainsbourg de niño
2012: L'enfant d'en haut, de Ursula Meier : como Simon.
2012: Le magasin des suicides, de Patrice Leconte: como Alan Tuvache (voz)
2013: Cadrage/débordement, de Eric Savin. Cortometraje: como Rico.
2014: Gemma Bovery (Primavera en Normandía) de Anne Fontaine: como Julien Joubert.
2014: El Hijo incorrecto, de Sebastián Maggiani: como Antoine
2015: Une mère, de Christine Carrière: como Guillaume
2015: Kacey Mottet Klein, naissance d'un acteur, de Ursula Meier. Cortometraje documental.
2015: Keeper, de Guillaume Senez: como Maxime.
2015: Alas, de Maxime Caperan
2016: Cuando tienes 17 años, de André Téchiné: como Damien

## Premios
2008: Mención Especial del Jurado en el Festival de cine francófono en Angoulême Inicio
2012: Premio Cultural Vaud
2012: Premio al mejor actor infantil en el Festival de Copenhague
2012: el premio al mejor actor en el Festival Internacional de las mujeres de la venta de cine en Marruecos
2013: Mejor Actor Precio Suiza - Festival de Cine de Cabourg
2016: Oro Swann de la revelación masculina para Cuando tienes 17 años

## Cita
2013: Nombramiento para el César al mejor actor revelación para el niño desde arriba
2013: Nombramiento en el cuarzo a la mejor interpretación masculina para la interpretación L'yendo desde arriba